# Episodi di E.R. - Medici in prima linea (dodicesima stagione)
La dodicesima stagione della serie televisiva E.R. - Medici in prima linea è andata in onda negli Stati Uniti sulla NBC dal 22 settembre 2005 al 18 maggio 2006.
In Italia la stagione è andata in onda su Rai 2 dal 1º gennaio al 19 marzo 2007.
Scott Grimes, dopo essere apparso come personaggio ricorrente nelle due stagioni precedenti nel ruolo di Archie Morris, entra nel cast regolare.
Sherry Stringfield, dopo aver ricoperto il ruolo di Susan Lewis, esce definitivamente di scena nel primo episodio.
John Stamos compare in due episodi nel ruolo ricorrente di Tony Gates. Verrà promosso a personaggio regolare nella tredicesima stagione.
Sharif Atkins compare in quattro episodi come guest star riprendendo il ruolo di Michael Gallant.
Noah Wyle compare il quattro episodi come guest star riprendendo il ruolo di John Carter.
| nº | Titolo originale                       | Titolo italiano               | Prima TV USA      | Prima TV Italia  |
| -- | -------------------------------------- | ----------------------------- | ----------------- | ---------------- |
| 1  | Cañon City                             | Alex                          | 22 settembre 2005 | 1º gennaio 2007  |
| 2  | Nobody's Baby                          | Figlio di nessuno             | 29 settembre 2005 | 1º gennaio 2007  |
| 3  | Man With No Name                       | L'uomo senza nome             | 6 ottobre 2005    | 8 gennaio 2007   |
| 4  | Blame It on the Rain                   | Depressione post-partum       | 13 ottobre 2005   | 8 gennaio 2007   |
| 5  | Wake Up                                | Il risveglio                  | 20 ottobre 2005   | 15 gennaio 2007  |
| 6  | Dream House                            | La casa dei sogni             | 3 novembre 2005   | 15 gennaio 2007  |
| 7  | The Human Shield                       | Lo scudo umano                | 10 novembre 2005  | 22 gennaio 2007  |
| 8  | Two Ships                              | Un uomo fortunato             | 17 novembre 2005  | 22 gennaio 2007  |
| 9  | I Do                                   | Sì, lo voglio                 | 1º dicembre 2005  | 29 gennaio 2007  |
| 10 | All About Christmas Eve                | Sorprese di Natale            | 8 dicembre 2005   | 29 gennaio 2007  |
| 11 | If Not Now                             | La storia di Amanda           | 5 gennaio 2006    | 5 febbraio 2007  |
| 12 | Split Decisions                        | Vento di guerra               | 12 gennaio 2006   | 5 febbraio 2007  |
| 13 | Body and Soul                          | Anima e corpo                 | 2 febbraio 2006   | 12 febbraio 2007 |
| 14 | Quintessence of Dust                   | La quintessenza della polvere | 9 febbraio 2006   | 12 febbraio 2007 |
| 15 | Darfur                                 | Darfur                        | 2 marzo 2006      | 19 febbraio 2007 |
| 16 | Out on a Limb                          | Un passo difficile            | 16 marzo 2006     | 19 febbraio 2007 |
| 17 | Lost in America                        | Il sogno americano            | 23 marzo 2006     | 5 marzo 2007     |
| 18 | Strange Bedfellows                     | Tradimenti                    | 30 marzo 2006     | 5 marzo 2007     |
| 19 | No Place to Hide                       | Nessun luogo dove nascondersi | 27 aprile 2006    | 12 marzo 2007    |
| 20 | There Are No Angels Here               | Qui non ci sono angeli        | 4 maggio 2006     | 12 marzo 2007    |
| 21 | The Gallant Hero and the Tragic Victor | Folli ed eroi                 | 11 maggio 2006    | 19 marzo 2007    |
| 22 | Twenty-One Guns                        | Evasione                      | 18 maggio 2006    | 19 marzo 2007    |